# Lucero Suárez
Lucero Suárez (Mérida, Yucatán, 3 de diciembre de 1963) es una productora y escritora de telenovelas mexicanas.

## Biografía
Lucero Suárez comenzó su carrera junto con el productor de telenovelas Carlos Téllez cuando trabajó como gerente de producción en cinco telenovelas, incluyendo Cuna de lobos y El extraño retorno de Diana Salazar. Fue nombrada productora asociada en la telenovela Tenías que ser tú.
Tras la muerte de Carlos Téllez comenzó en 1996 como productora ejecutiva con la telenovela Para toda la vida, basada en la telenovela chilena La madrastra de Arturo Moya Grau. Fue una de las productoras jóvenes que comenzaban a independizarse en ese entonces y cuyo trabajo en esa telenovela fue supervisado por Valentín Pimstein.
Tras la salida de Valentín Pimstein de Televisa en 1998 realizó la telenovela Rencor apasionado, basada en una radionovela de la escritora cubana Hilda Morales de Allouis. Con ese proyecto se volvió a abrir el horario de la 5 de la tarde para las telenovelas, el cual con esa historia breve y sencilla quedó preparado para el gran despegue de sus sucesoras.
En 2001 produjo El noveno mandamiento, basada también en una radionovela cubana, en esta ocasión de René Allouis. La telenovela fue totalmente grabada en 2000 y al inicio de 2001 fue la primera novela de dicho año en iniciar transmisiones en México.
En 2003 produjo Amar otra vez, una telenovela original escrita por Pablo Serra y Érika Johanson. La novela se exhibió primero en los Estados Unidos en el 2003 y fue hasta el 2004 que se estrenó en México.
En 2005 produjo la telenovela infantil Pablo y Andrea, última telenovela de Televisa Niños para las 4 de la tarde. La historia de Lorena Salazar, Areli Caraza y Alejandro Cicchitti es una adaptación del clásico Las aventuras de Tom Sawyer.
En 2006 volvió a producir una telenovela original de Pablo Serra y Érika Johanson, Las dos caras de Ana, en esta ocasión en coproducción con la productora miamense Fonovideo Productions. Totalmente grabada en Miami, Florida, la novela contó con un variado elenco tanto de México, Perú, Venezuela y los actores residentes de Miami. Las dos caras de Ana, fue la primera telenovela de Lucero que obtuvo la nominación a los Premio TVyNovelas como Mejor telenovela en la ceremonia de 2007.
En 2008 realizó, nuevamente con Pablo Serra y Érika Johanson otra telenovela original Querida enemiga, obteniendo así su nominación a la mejor telenovela en los Premios TVyNovelas 2009.
En 2010 produjo la telenovela Zacatillo, un lugar en tu corazón, la cual después de 10 años en estar en la espera de autorización por fin se logra. La telenovela fue un homenaje al escritor original de dicha historia, Pedro Pablo Quintanilla, siendo la primera telenovela de comedia romántica que se estrena en el horario de la 6:15 de la tarde.
Entre 2011 y 2012 produjo la novela Amorcito corazón, versión de la historia original de Valentina Párraga Trapos íntimos. Por los buenos números de audiencia se le aumentaron los capítulos y la telenovela estuvo casi un año al aire, además tuvo un final de dos horas en domingo ocupando el segundo lugar nacional de audiencia dominical.
Entre 2013 y 2014 produjo la telenovela De que te quiero, te quiero, versión de la otra historia original de Valentina Párraga Carita pintada. La novela también registro buenos números de audiencia y obtuvo la nominación mejor telenovela en los Premios TVyNovelas 2014.
Entre 2015 y 2016 realizó la telenovela La vecina, versión de La costeña y el cachaco de Mónica Agudelo y Mauricio Miranda, además agregándole un original llamado San Pambolero, creado por la propia Lucero y los adaptadores Carmen Sepúlveda y Luis Reynoso. Con esa telenovela obtuvo varias nominaciones a los Premios TVyNovelas 2016 como mejor telenovela, mejor guion o adaptación, mejor reparto, entre otros.
A finales de 2016, produjo Enamorándome de Ramón, versión de Tomasa Tequiero de Doris Seguí, con la cual se estrena en el horario de la 7 de la tarde en febrero de 2017, logrando mantenerse en los primeros lugares de audiencia durante toda su transmisión. Nuevamente obtuvo varias nominaciones a los Premios TVyNovelas 2018 como mejor telenovela y mejor guion o adaptación.

A inicios de 2018 empieza a producir Ringo, versión de Sos mi hombre de Adrián Suar, la cual, por los problemas y lo cambios administrativos de Televisa, tardó en salir al aire a un año de haber iniciado la producción. Debido a sus malas expectativas, la telenovela logra salir al aire a finales de enero de 2019, siendo la primera telenovela en estrenarse en ese año en México, en el horario de las 6:30 de la tarde, con una buena aceptación por parte del público, logrando mantenerse en los primeros lugares de audiencia durante toda su transmisión.
Desde octubre de 2019 produce la nueva telenovela Te doy la vida, versión de la telenovela homónima de 2016 de María José Galleguillos. La cual se estrenó en marzo de 2020, con buena aceptación por parte del público desde su estreno. Sin embargo, debido a la pandemia de coronavirus de 2020 en México, se suspendieron grabaciones temporalmente, las cuales fueron retomadas posteriormente para finalizar el melodrama.

## Filmografía
| Año       | Título                              | Cargo                                              | Referencia                        |
| --------- | ----------------------------------- | -------------------------------------------------- | --------------------------------- |
| 1985      | Juana Iris                          | Gerente de producción                              |                                   |
| 1985-1986 | Muchachita                          | Gerente de producción                              |                                   |
| 1986-1987 | Cuna de lobos                       | Gerente de producción                              | [ 19 ]                            |
| 1988-1989 | El extraño retorno de Diana Salazar | Gerente de producción                              |                                   |
| 1990-1991 | En carne propia                     | Gerente de producción                              |                                   |
| 1992-1993 | Tenías que ser tú                   | Productora asociada                                |                                   |
| 1996      | Para toda la vida                   | Productora ejecutiva                               |                                   |
| 1998      | Rencor apasionado                   | Productora ejecutiva Guionista Directora de escena |                                   |
| 2001      | El noveno mandamiento               | Productora ejecutiva                               |                                   |
| 2003-2004 | Amar otra vez                       | Productora ejecutiva                               | [ 20 ]                            |
| 2005      | Pablo y Andrea                      | Productora ejecutiva                               |                                   |
| 2008      | Querida enemiga                     | Productora ejecutiva Guionista                     |                                   |
| 2010      | Zacatillo, un lugar en tu corazón   | Productora ejecutiva Guionista                     | [ 21 ]                            |
| 2013-2014 | De que te quiero, te quiero         | Productora ejecutiva Guionista                     | [ 22 ]                            |
| 2015-2016 | La vecina                           | Productora ejecutiva Guionista                     | [ 10 ] [ 23 ] [ 24 ] [ 25 ]       |
| 2017      | Enamorándome de Ramón               | Productora ejecutiva Guionista                     | [ 26 ] [ 27 ] [ 28 ]              |
| 2019      | Ringo, la pelea de su vida          | Productora ejecutiva Guionista                     | [ 17 ] [ 29 ] [ 30 ] [ 31 ]       |
| 2020      | Te doy la vida                      | Productora ejecutiva Guionista                     | [ 32 ]                            |
| 2021-2022 | S.O.S me estoy enamorando           | Productora ejecutiva Guionista                     | [ 33 ]                            |
| 2023      | Perdona nuestros pecados            | Productora ejecutiva Guionista                     | [ 34 ]                            |
| 2024      | Fugitivas,en busca de la libertad   | Productora ejecutiva Guionista                     | [ 35 ]                            |
| 2025      | Monteverde                          | Productora ejecutiva Guionista                     | Adaptación de Isla Paraíso (2018) |

## Premios y nominaciones

### Premios TVyNovelas
| Año  | Categoría                | Telenovela                  | Resultado |
| ---- | ------------------------ | --------------------------- | --------- |
| 2007 | Mejor telenovela         | Las dos caras de Ana        | Nominada  |
| 2009 | Mejor telenovela         | Querida enemiga             | Nominada  |
| 2014 | Mejor telenovela         | De que te quiero, te quiero | Nominada  |
| 2016 | Mejor telenovela         | La vecina                   | Nominada  |
| 2016 | Mejor guion o adaptación | La vecina                   | Nominada  |
| 2016 | Mejor reparto            | La vecina                   | Nominada  |
| 2018 | Mejor telenovela         | Enamorándome de Ramón       | Nominada  |
| 2018 | Mejor guion o adaptación | Enamorándome de Ramón       | Nominada  |
| 2020 | Mejor telenovela         | Ringo                       | Nominada  |
| 2020 | Mejor guion o adaptación | Ringo                       | Nominada  |
| 2020 | Mejor reparto            | Ringo                       | Nominada  |

### Premios Califa de Oro 2010
| Categoría                | Telenovela                       | Resultado |
| Mejor telenovela del año | Zacatillo un lugar en tu corazón | Ganadora  |

### TV Adicto Golden Awards
| Año  | Categoría                              | Telenovela           | Resultado |
| ---- | -------------------------------------- | -------------------- | --------- |
| 2006 | Mejores locaciones                     | Las dos caras de ana | Ganadora  |
| 2006 | Premio especial por efectos especiales | Pablo y Andrea       | Ganadora  |
| 2007 | Mejor final                            | Las dos caras de ana | Ganadora  |
| 2008 | Mejor final                            | Querida enemiga      | Ganadora  |
| 2020 | Mejor adaptación                       | Te doy la vida       | Ganadora  |
| 2020 | Mejor final                            | Te doy la vida       | Ganadora  |
| 2020 | Mejor telenovela de televisa           | Te doy la vida       | Ganadora  |